# Perry Bradford
John Perry Bradford (14 de febrero de 1893, Montgomery, Alabama - 20 de abril de 1970, Nueva York ) fue un compositor, pianista e intérprete de vodevil estadounidense. Sus canciones más notables incluyeron "Crazy Blues", "That Thing Called Love" y "You Can't Keep A Good Man Down".
Fue apodado "Mule" debido a su terquedad, y se le atribuye haber finalmente persuadido a Okeh Records para que trabajara con Mamie Smith , lo que llevó a su histórica grabación de blues en 1920.

## En grupos
- Johnson's Jazzers
- Perry Bradford And His Gang
- Perry Bradford Jazz Phools
- Perry Bradford's Jazz Hounds
- Perry Bradford's Mean Four